# Onthophagus schwaneri
Onthophagus schwaneri là một loài bọ cánh cứng trong họ Bọ hung (Scarabaeidae).